# Iñaki Miramón
Iñaki Miramón (Bilbao, Biscaia, 27 de maig de 1957) és un actor basc de cinema, teatre i televisió.

## Biografia
Cursa els seus estudis en la Universitat Laboral d'Eibar alhora que s'inicia en un grup de teatre aficionat de la localitat, on coincideix amb Imanol Arias. Després es trasllada a Madrid per a estudiar Art Dramàtic.

### Carrera com a actor
Debuta professionalment en 1978 amb un paper en la pel·lícula Arriba Hazaña, de José María Gutiérrez Santos. Després de rodar Tres en raya, de Francisco Romá, s'incorpora al nounat cinema basc encarnant Mikel a Siete calles, de Juan Ortuoste i Javier Rebollo (1981). En els anys següents apareix a El caso Almería, de Pedro Costa; Akelarre, de Pedro Olea i Oficio de muchachos, de Carlos Romero Marchent, entre d'altres.
Els seus papers televisius en les sèries Página de sucesos, A Electra le sienta bien el luto i, sobretot, Media naranja, on comparteix protagonisme amb Amparo Larrañaga, li converteixen en un rostre popular per al públic. En 1986 interpreta un dels personatges principals d' El disputado voto del señor Cayo, d'Antonio Giménez-Rico i a continuació participa als muntatges teatrals La belleza del diablo i Los ochenta son nuestros, aquí a les ordres de Jesús Puente.
La pel·lícula El mar y el tiempo, de Fernando Fernán Gómez (1989) l'acomiada del cinema durant pràcticament tota la dècada de 1990, bolcant-se en el teatre (Noches de amor efímero, La muerte y la doncella, Después de la lluvia, etc.) i la televisió, especialment a la sèrie Más que amigos (1997-1998).
El 2000 reprèn la seva carrera cinematogràfica i aconsegueix una candidatura al Premi Goya com a millor actor de repartiment per You're the One (una historia de entonces), de José Luis Garci, amb qui torna a col·laborar a Historia de un beso i Tiovivo c.1950.
Prossegueix una intensa activitat teatral i televisiva, destacant en muntatges com Atraco a las tres i Se quieren, amb direcció d'Esteve Ferrer o a les sèries A medias, al costat de Nancho Novo i Julieta Serrano i La sopa boba.
En 2008 intervé en la pel·lícula Todos estamos invitados, de Manuel Gutiérrez Aragón i el 2016 a la sèrie Amar es para siempre.

### Vida personal
Actualment està casat i té una filla i un fill, el qual segueix els passos del seu pare, ja que en l'actualitat forma part de l'elenc que actua en l'obra de teatre
Billy Elliot.

## Filmografia
| Any  | Pel·lícula                                | Director                           |
| ---- | ----------------------------------------- | ---------------------------------- |
| 1995 | El mejor amante del mundo (curtmetratge)  | Verónica Cerdán Molina             |
| 2008 | Todos estamos invitados                   | Manuel Gutiérrez Aragón            |
| 2004 | Tiovivo c. 1950                           | José Luis Garci                    |
| 2003 | Anatomía patológica                       | Assumpta García Mas                |
| 2003 | Hotel Danubio                             | Antonio Giménez-Rico               |
| 2003 | Atraco a las tres... y media              | Raúl Marchand                      |
| 2002 | Historia de un beso                       | José Luis Garci                    |
| 2000 | You're the One (una historia de entonces) | José Luis Garci                    |
| 1989 | El mar y el tiempo                        | Fernando Fernán Gómez              |
| 1986 | El disputado voto del señor Cayo          | Antonio Giménez-Rico               |
| 1986 | Oficio de muchachos                       | Carlos Romero Marchent             |
| 1986 | Shh (curtmetratge)                        | Escuadra Cobra                     |
| 1984 | Akelarre                                  | Pedro Olea                         |
| 1984 | El caso Almería                           | Pedro Costa                        |
| 1983 | Sólo un dibujo                            | Antonio Martínez                   |
| 1983 | Moraleja                                  | Jorge Sáinz                        |
| 1982 | Cuerpo a cuerpo                           | Paulino Viota                      |
| 1982 | Best Seller                               | Íñigo Botas                        |
| 1982 | El viejo                                  | Nicolás Muñoz                      |
| 1982 | Pestañas postizas                         | Enrique Belloch                    |
| 1981 | Siete calles                              | Javier Rebollo i Juan Ortuoste     |
| 1980 | Kargus                                    | Juan Miñón i Miguel Ángel Trujillo |
| 1979 | Tres en raya                              | Francisco Romá                     |
| 1978 | Nana para una nube blanca                 | Jesús Cuadrado                     |
| 1978 | Arriba Hazaña                             | José María Gutiérrez               |
| 1977 | María, la santa                           | Roberto Fandiño                    |

## Televisió
| Títol                                   |
| --------------------------------------- |
| Página de sucesos (1985)                |
| A Electra le sienta bien el luto (1986) |
| Media naranja (1986)                    |
| Más que amigos (1997-1998)              |
| A medias (2002)                         |
| La sopa boba (2004)                     |
| Lobos (2005)                            |
| 7 días al desnudo (2005-2006)           |
| Con el culo al aire (2012-2014)         |
| Gym Tony (2015-2016)                    |
| Amar es para siempre (2016-¿?)          |
| Pequeñas coincidencias (2018)           |

## Teatre
| Títol                                               |
| --------------------------------------------------- |
| Los ochenta son nuestros (1988)                     |
| Maribel y la extraña familia, como Marcelino (1989) |
| Noches de amor efímero                              |
| Feliz cumpleaños, señor ministro                    |
| Entre bobos anda el juego (1991)                    |
| Una pareja singular (1991)                          |
| Un espíritu burlón (1998)                           |
| Después de la lluvia                                |
| Atraco a las tres                                   |
| Se quieren (2002-2004)                              |
| Gorda (2005-2006)                                   |
| Arte (2009)                                         |
| ¡Manos quietas! (2010)                              |
| La venganza de don Mendo (2010)                     |
| Héroes (2016)                                       |

## Premis i candidatures
Premis Goya
| Any  | Categoria              | Pel·lícula                                | Resultat |
| ---- | ---------------------- | ----------------------------------------- | -------- |
| 2000 | Millor actor secundari | You're the One (una historia de entonces) | Candidat |

Cercle d'Escriptors Cinematogràfics
| Any  | Categoria              | Pel·lícula                                | Resultat |
| ---- | ---------------------- | ----------------------------------------- | -------- |
| 2000 | Millor actor secundari | You're the One (una historia de entonces) | Candidat |